# Monte Aiona
Il monte Aiona (1.701 m s.l.m.) è una montagna dell'Appennino ligure.

## Toponimo
Il nome della montagna deriverebbe o da un termine pre-latino della lingua ligure che significa regione delle acque, o in alternativa potrebbe essere un accrescitivo della parola aia.

## Descrizione

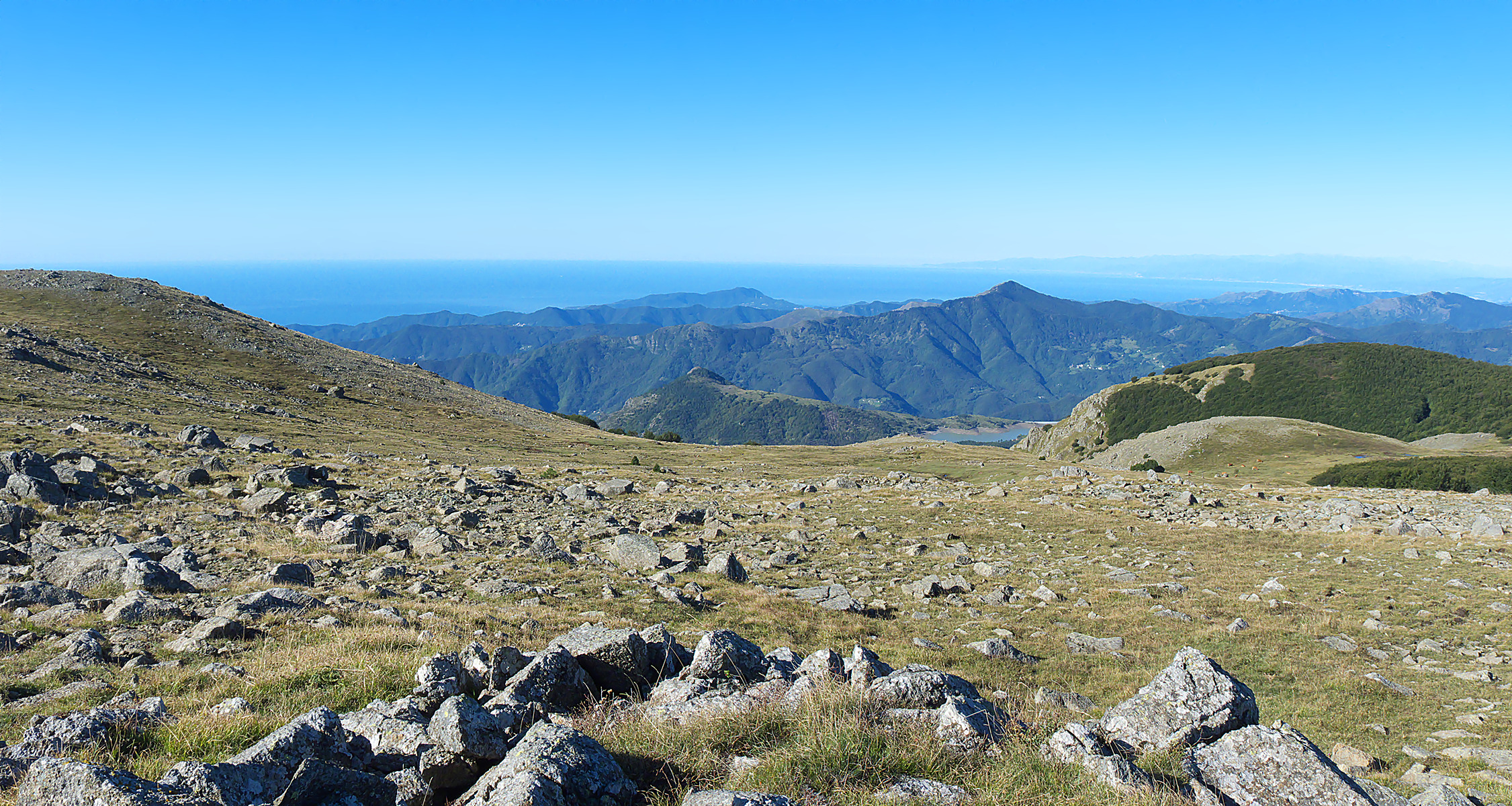
Vista panoramica

La montagna si trova sullo spartiacque Ligure/Padano al confine tra la valle Sturla (a sud) e la vallata dell'Aveto. A sud-est il Passo della Spingarda la separa dal Monte Nero mentre a nord-ovest il crinale continua verso il Passo delle Lame. La montagna è caratterizzata da versanti poco inclinati; sul punto culminante sorge una croce metallica con nei pressi una tavola di orientamento.
Oltre alla croce metallica,nel pianoro della vetta vi sono delle pietre che contengono dei particolari materiali che attirano i temporali e la corrente elettrica. La sua prominenza topografica è di 232 m.

## Accesso alla cima

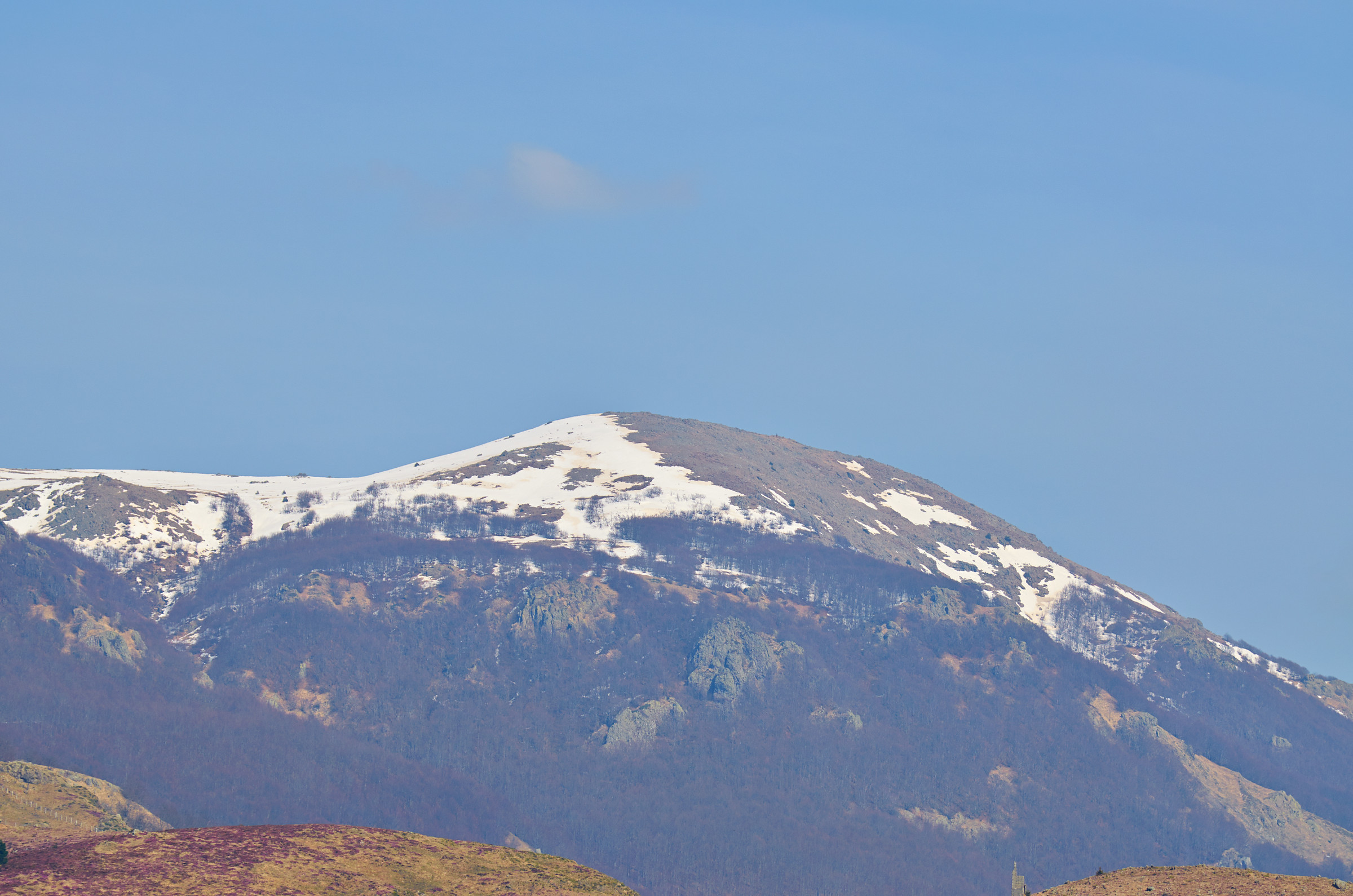
L'Aiona con la neve

Per il Monte Aiona transita la tappa numero 33 (Passo delle Lame - Passo della Spingarda) dell'Alta Via dei Monti Liguri.

## Punti di appoggio
Non lontano dalla cima del monte, sul versante Valle Sturla, si trova il rifugio  Rifugio Monte Aiona - Pratomollo (1503 m).